# Високий Мост (Підляське воєводство)
Високий Мост (пол. Wysoki Most) — село в Польщі, у гміні Ґіби Сейненського повіту Підляського воєводства. Населення — 31 особа (2011).
У 1975-1998 роках село належало до Сувальського воєводства.

## Демографія
Демографічна структура станом на 31 березня 2011 року:
|          | Загалом | Допрацездатний вік | Працездатний вік | Постпрацездатний вік |
| -------- | ------- | ------------------ | ---------------- | -------------------- |
| Чоловіки | 20      | 3                  | 14               | 3                    |
| Жінки    | 11      | 0                  | 6                | 5                    |
| Разом    | 31      | 3                  | 20               | 8                    |